# Dalgety Bay
Dalgety Bay ist eine 1962 neu errichtete Küstenstadt im Vereinigten Königreich an der Südküste von Fife im Osten der Central Lowlands, Schottland mit knapp 10.000 Einwohnern. Die Kleinstadt liegt an der gleichnamigen Bucht rund 10 km südöstlich von Dunfermline am Nordufer des Firth of Forth mit Blick auf die östlich vorgelagerte Insel Inchcolm und die dortige mittelalterliche Augustinerabtei Inchcolm Abbey. Jenseits der Bucht liegt die historische Ortschaft Aberdour mit der halb verfallenen Burganlage Aberdour Castle. Am südöstlich gegenüberliegenden Ufer liegt in etwa 26 Straßenkilometern Entfernung die schottische Hauptstadt Edinburgh.
Dalgety Bay liegt auf dem Gebiet der historischen Ortschaft Dalgety, deren Namen die Gemeinde (civil parish) weiterhin trägt.

## Geschichte

### Dalgety

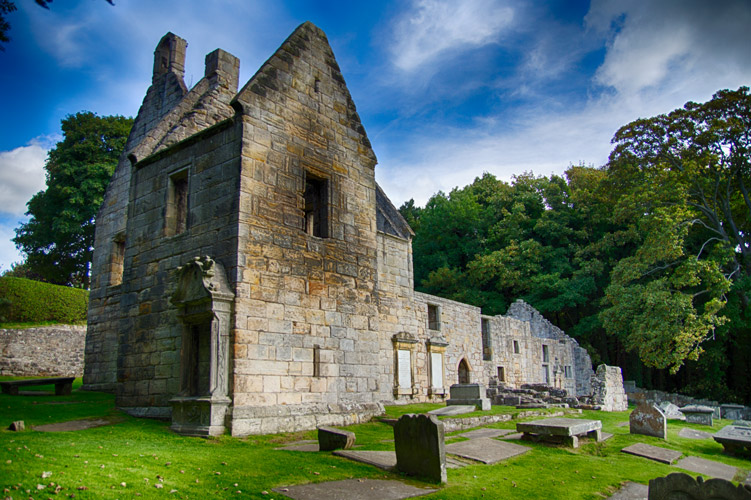
Südwestansicht von St. Bridgets mit Dunfermline Aisle im Vordergrund

Die Siedlungsgeschichte Dalgety Bays reicht bis ins Mittelalter zurück, als sich um die erstmals 1178 in einem päpstliche Dokument erwähnten St Bridget’s Kirk das Dorf Dalgety entwickelte, nach dem die Bucht benannt wurde. Über die Mutter von James Stewart, 2. Earl of Moray (1565–1592), der 1580 über seine Heirat mit der ältesten Tochter des Regenten James Stewart, 1. Earl of Moray (1531–1570) zur Earlswürde gelangte, ging das Gut Donibristle in Dalgety an die Earls of Moray, zu deren Stammsitz es um 1700 wurde. Der 2. Earl wurde 1592 auf dem Anwesen ermordet, wobei Donibristle House ein erstes Mal niederbrannte. Verewigt wurde der Jungverstorbene in der in Schottland populären Ballade The Bonnie Earl O’ Moray.
Zu Beginn des 17. Jahrhunderts ließ Alexander Seton, 1. Earl of Dunfermline (1555–1622), Lordkanzler von Schottland, St. Bridget um einen Miniaturturm (Dunfermline Aisle) erweitern mit der Familiengruft im Parterre und einem komfortablen Raum im Obergeschoss zur separaten Teilnahme an der Messe.
Um 1800 ließ der amtierende Graf Moray den Ort räumen, woraufhin sich ein Teil der Bevölkerung an den etwas weiter nördlich befindlichen Kohlenminen ansiedelte, wo 1830 mit Dalgety Kirk ein neues Gotteshaus errichtet wurde. Heute zeugt nur noch die Ruine der St. Bridget Kirche von Dalgetys ursprünglicher Geschichte.

### Dalgety Bay

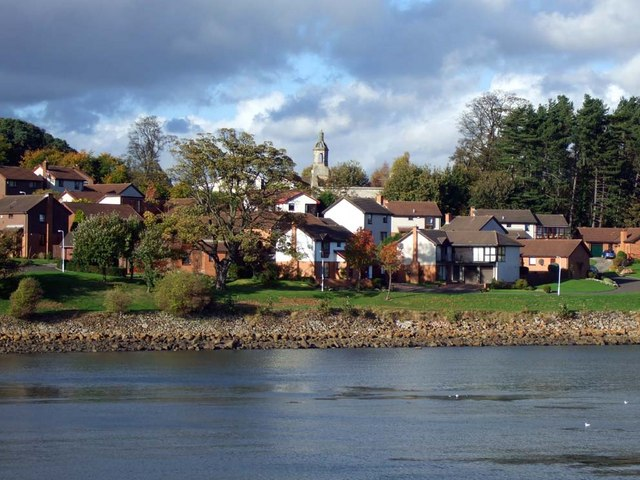
Neue Wohnsiedlung vor alter Gutskapelle

Im 19. Jahrhundert war lediglich noch der herrschaftliche Gutshof Donibristle im ehemaligen Dalgety besiedelt. Im Ersten Weltkrieg überließ Morton Gray Stuart, 17. Earl of Moray einen Teil des Anwesens dem Royal Naval Air Service, Vorläufer der Royal Air Force, zur Anlage eines Flugfeldes.
Mit dem Bau der Forth Road Bridge, einer hochmodernen Autobahnbrücke über den Firth of Forth etwa 2 km westlich des Anwesens ab 1958, kam wieder Leben in die Siedlungsgeschichte an der Dalgety Bay. Douglas Stuart, 20. Earl of Moray, Vorstandschef des familieneigenen Immobilien- und Stadtentwicklungsunternehmens, plante und baute rund um die Bucht Dalgety und das familiäre Gut Donibristle im Jahre 1962 den heutigen Ort als selbstständige Trabantenstadt zu Edinburgh. Mit dem Bau der Autobahnbrücke wurde die auf dem gegenüberliegenden Ufer des Meeresarmes gelegene schottische Hauptstadt nun auch bequem mit dem Auto erreichbar, während bereits seit 1890 über die Forth Bridge eine Bahnverbindung besteht.
Dalgety Bay ist die erste in Privatinitiative errichtete Planstadt (New Town) in Schottland.

### Historische Bauten

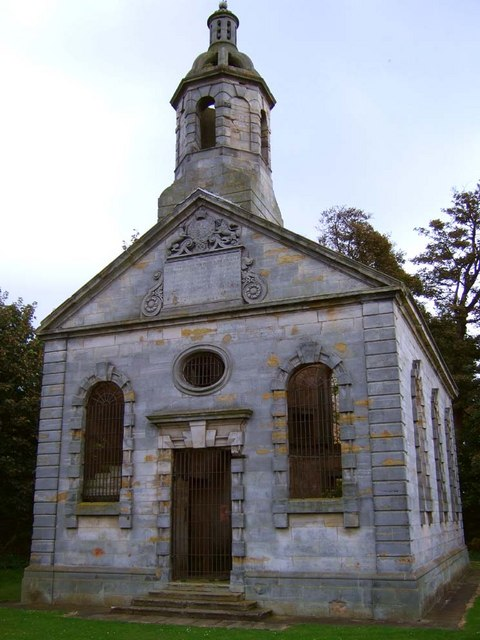
Gutskapelle Donibristle Chapel (1731)

An historischen Gebäuden gibt es neben den beiden Sakralbauten St. Bridget und der Gemeindekirche noch erhaltene Teile des Herrenhauses Donibristle House aus dem 17. und frühen 18. Jahrhundert; der größere Teil ging 1858 in einer Feuersbrunst verloren. Außerdem sind noch die restaurierten herrschaftlichen Ställe vorhanden und die 1731 erbaute Donibristle Chapel, die private Grabkapelle der Morays, in der neun Grafen bestattet sind. Herrenhaus und Kapelle sind in der Kategorie A der schottischen Denkmalsklassifikation gelistet und damit als national oder international bedeutsame Baudenkmäler eingestuft, deren Instandhaltung und Verwaltung zentral von der schottischen Behörde Historic Scotland durchgeführt wird.
Die Ställe sind ebenso wie Dalgety Kirk in der zweiten von drei Kategorien aufgeführt, während die St Bridget’s Church als Scheduled Monument geschützt ist.
Etwa 2 km nordwestlich vom Ortskern liegt innerhalb der Gemeinde (parish) Dalgety das 1580 erbaute und vollständig restaurierte Tower House Fordell Castle, das als Denkmal der Kategorie A klassifiziert ist.

## Verkehr, Infrastruktur & Sonstiges
Dalgety Bay liegt an der A921, der Hauptverkehrsstraße im Süden von Fife, etwa 3 km östlich der Autobahn M90. Bis zum internationalen Flughafen Edinburgh sind es rund 20 km. Mit Eröffnung der Forth Bridge 1890 wurde die Region an das britische Schienennetz angeschlossen und der Haltepunkt Donibristle Halt am Gutshof eingerichtet, der 1959 geschlossen wurde. Bis zur Eröffnung des Bahnhofes Dalgety Bay 1998 lagen die nächstgelegenen Stationen in den je 3–4 km entfernten Nachbarorten Inverkeithing und Aberdour.
Im Ort gibt es zwei Grundschulen; darüber hinaus liegt er im Einzugsbereich der Inverkeithing High School sowie der Dollar Academy, zweier renommierter weiterführender Schulen. Als Pendlerstadt im Einzugsgebiet einer Metropole verfügt Dalgety Bay kaum über nennenswerte Wirtschaftsbetriebe oder Infrastruktureinrichtungen, die über die alltägliche Versorgung der Bevölkerung hinausgehen. Auch touristisch ist die Ortschaft trotz seiner Küstenlage wenig erschlossen, auch wenn 1971 infolge eines in dem Jahr starken Zuzuges in die junge Stadt der Segelklub Dalgety Bay Sailing Club gegründet wurde.
Unerfreuliche, landesweite Bekanntheit erlangt Dalgety Bay seit den 1990er Jahren durch radioaktive Funde an der Küstenlinie, die vermutlich aus einer unterspülten Mülldeponie stammen und zurückgehen auf von der britischen Luftwaffe im Zweiten Weltkrieg verwendete Radium-Leuchtzifferanzeigen. 2013 wurde behördlicherseits die Verantwortlichkeit des Verteidigungsministeriums für die Kontamination festgestellt.

## Persönlichkeiten
- Gordon Durie (* 1965), ehemaliger schottischer Fußballspieler, seit 2004 als Immobilienhändler ortsansässig[13]
- Stephen Hendry (* 1969), ehemaliger schottischer Snooker-Profi, teilweise in Dalgety Bay aufgewachsen[14]
- Steven Pressley (* 1973), ehemaliger schottischer Fußballspieler, teilweise in Dalgety Bay aufgewachsen[15]